# Allende, Nuevo León
Allende là một đô thị thuộc bang Nuevo León, México. Năm 2005, dân số của đô thị này là 29568 người.